# سمپرونیانو
سمپرونیانو (به ایتالیایی: Semproniano) یک کومونه در ایتالیا است که در استان گروستو واقع شده‌است.

## خصوصیات
سمپرونیانو ۸۱٫۳ کیلومترمربع مساحت و ۱٬۲۷۸ نفر جمعیت دارد و ۶۲۲ متر بالاتر از سطح دریا واقع شده‌است.